# Alianza Popular (Granada)
La Alianza Popular (en inglés: People's Alliance) abreviada como PA, fue una coalición electoral que se creó en Granada con el propósito de disputar las primeras elecciones generales posteriores a la independencia. Fue conformada por el izquierdista Movimiento New Jewel liderado por Maurice Bishop, el conservador liberal Partido Nacional de Granada del exjefe de gobierno Herbert Blaize, y el socialcristiano Partido Laborista Demócrata Cristiano del senador Winston Whyte.
El objetivo de la Alianza Popular era la deposición del primer ministro Eric Gairy, que encabezaba un régimen autoritario, y su Partido Laborista Unido de Granada (GULP). Dada la extrema diferencia ideológica entre los tres partidos, la configuración de la PA fue complicada y se dio unos pocos días antes de la nominación de candidatos. El MNJ presentó siete candidatos, el GNP seis y el CDLP uno (el propio Whyte, en el distrito de St. Patrick West). En St. George North West, la PA apoyó la candidatura independiente de B. Sylvester. La coalición obtuvo un amplio apoyo entre la juventud, tratándose de la primera elección en la cual votarían las personas mayores de dieciocho años.
En medio de una atmósfera de intimidación, fraude y restricciones a la libertad de expresión, la Alianza Popular obtuvo el 48,26% de los votos y 6 de los 15 escaños contra un 51,74% del GULP, que con 9 escaños consiguió conservar el gobierno. De haber obtenido 78 votos más, la coalición habría ganado. La Alianza se disolvió después de los comicios y, luego del derrocamiento de Gairy y la instauración del Gobierno Popular Revolucionario, todos sus integrantes menos New Jewel fueron criminalizados.